# Conus rainesae
Conus rainesae är en snäckart som beskrevs av McGinty 1953. Conus rainesae ingår i släktet Conus och familjen kägelsnäckor. Inga underarter finns listade i Catalogue of Life.